# White (box)
White – dwupłytowa kompilacja zespołu Sunn O))), wydana w USA i Europie nakładem Southern Lord Records. Na album składają się płyty White1 i White2. W Europie wydawnictwo ukazało się pod tytułem White Box 2. (dodatkowo nakładem aRCHIVE).